# Breitling

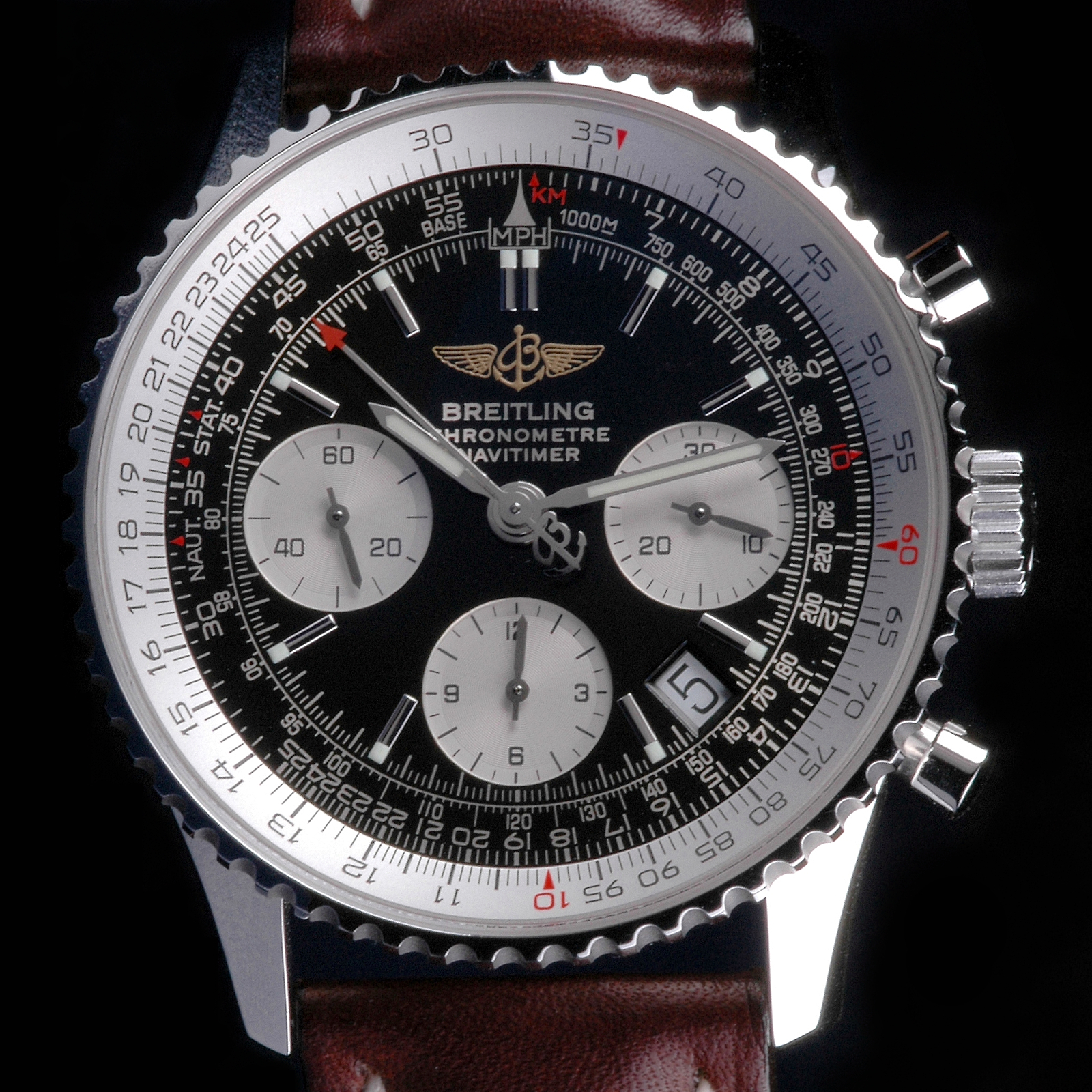
Breitling Navitimer

Breitling is een Zwitsers horlogemerk. Het valt in de hogere prijsklasse van horloges: De goedkoopste modellen kosten zo'n 3000 tot 7000 euro (model Superocean), de duurste zijn ruim 50.000 euro. Net als die van onder andere Rolex, Cartier en Omega wordt een horloge van het merk vooral gezien als statussymbool.

## Geschiedenis
Breitling werd in 1884 opgericht door de Zwitserse technicus Léon Breitling. Breitling opende een fabriek gespecialiseerd in chronometers, stopwatches en meetinstrumenten voor horlogemakers. Breitling maakte toen nog geen horloges.
In 1899 maakte IWC het eerste polshorloge. Breitling kwam op het idee om een pols-stopwatch te maken. De pols-stopwatch bleek een handig hulpmiddel voor piloten te zijn.
In 1914 overleed Léon Breitling en zijn zoon Gaston nam de fabriek over. In 1923 ontwierp hij een horlogekast waarin zowel een horloge-uurwerk als een stopwatch geplaatst konden worden. Voor het eerst werden deze twee functies gecombineerd.
In 1926 ontwierp Gaston een uurwerk dat opgewonden werd door de polsbeweging. Hiermee werd Breitling, na Rolex, het tweede merk dat commercieel succesvolle automatische uurwerken maakte.
Gaston overleed in 1932 waarna de derde generatie Breitling, Willy, de traditie voortzette.
In 1936 werd Breitling leverancier aan de Royal Air Force, speciaal voor de Britse luchtmacht ontwierp Breitling een horloge met stopwatch, kompas, en tijd- en datumaanduiding.
Tijdens de Tweede Wereldoorlog deed de Duitse Luftwaffe ook een beroep op Breitling om ditzelfde horloge te maken. Omdat Breitling een Zwitsers en dus neutraal bedrijf was, stemde het toe en leverde het dus voor zowel de Britse als de Duitse strijdkrachten.
In 1947 zag de eerste Chronomat het licht.
In 1943 ging Breitling ook horloges maken voor de Amerikaanse luchtmacht.
In de tweede helft van de twintigste eeuw raakte het merk echter in financiële problemen en werd het opgekocht door een Zwitserse zakenman die een hoger marktsegment wilde bespelen. Dankzij een uitgekiende marketing kreeg Breitling internationale bekendheid. Vooral de non-stop ballonvluchten met de Breitling Orbiter konden rekenen op een massale belangstelling in de internationale media.
Een deel van het bedrijf; nl. Breitling Chronometrie, is nog steeds gevestigd in de Jura; in dezelfde plaats La Chaux-de-Fonds als waar Léon Breitling de fabriek begon. Sinds 2001 heeft Breitling een nieuw hoofdkantoor en fabriek in Grenchen.
Breitling Chronometrie was voorheen een zelfstandig bedrijf genaamd Kelek.

## Peilzender
De Breitling Professional Emergency bevat een peilzender op de noodsignaal-frequentie van 121,5 MHz, die geactiveerd wordt als een veiligheidspin uit het horloge wordt getrokken. Hierdoor is de drager te lokaliseren door reddingsdiensten. Dit zendertje gaf het horloge grote naamsbekendheid toen in 2001 twee piloten met hun helikopter neergestort waren op Antarctica. Een van de piloten trok de noodgevalpin eruit waardoor redders naar de exacte locatie werden geleid. Beide piloten werden gered.